# Charmel
Charmel (em persa: چرمل) é uma aldeia do distrito rural de Abanar, no condado de Abdanan, da província de Ilam, Irã. No censo de 2006, sua população era de 58 habitantes, em 12 famílias.